# St. Louis–East St. Louis Tornado von 1896
Der St. Louis–East St. Louis Tornado von 1896 war ein Tornado, der am Mittwoch, dem 27. Mai 1896, schwere Schäden in den Innenstädten von St. Louis (Missouri), East St. Louis (Illinois) und den umliegenden Gebieten anrichtete. Das meteorologische Extremereignis entwickelte sich zu einem der zerstörerischsten Tornados in der Geschichte der Vereinigten Staaten. Er tötete mindestens 255 Menschen. Der Tornado war der verheerendste Wirbel eines großen, vom 24. bis zum 28. Mai anhaltenden Tornadoschwarms in der Mitte der Vereinigten Staaten, der zahlreiche weitere, gewaltige Tornados verursachte und am folgenden Tag im Osten der Vereinigten Staaten anhielt.

## Verlauf
Gegen 16:30 Uhr Ortszeit hatte sich eine dichte Gewitterwolke über dem Westen von St. Louis zusammengezogen. Der Tornado begann kurz nach 17 Uhr entlang eines Bergrückens in der Nähe des St. Louis State Hospitals, etwa 6 Meilen westlich der Eads Bridge in St. Louis. Vom nordwestlichen Rand des Tower Grove Parks aus weitete sich die später als F4-Tornado eingestufte, komplexe Kombination aus Tornado und Downburst auf über eine Meile Breite aus und zog nach Osten. Als der Tornado das Stadtzentrum durchzog, hinterließ er eine zusammenhängende, 1,6 km breite Schneise zerstörter Häuser, Schulen, Saloons, Fabriken, Mühlen, Kirchen, Parks und Bahnhöfe. Einige der zerstörten Häuser wurden fast vollständig weggefegt. Der 36 Hektar große Lafayette-Park wurde in „ein Ödland aus abgestreiften Bäumen und Baumstümpfen“ verwandelt. Es wurde an diesem Ort ein Minimaldruck von 906 hPa gemessen.

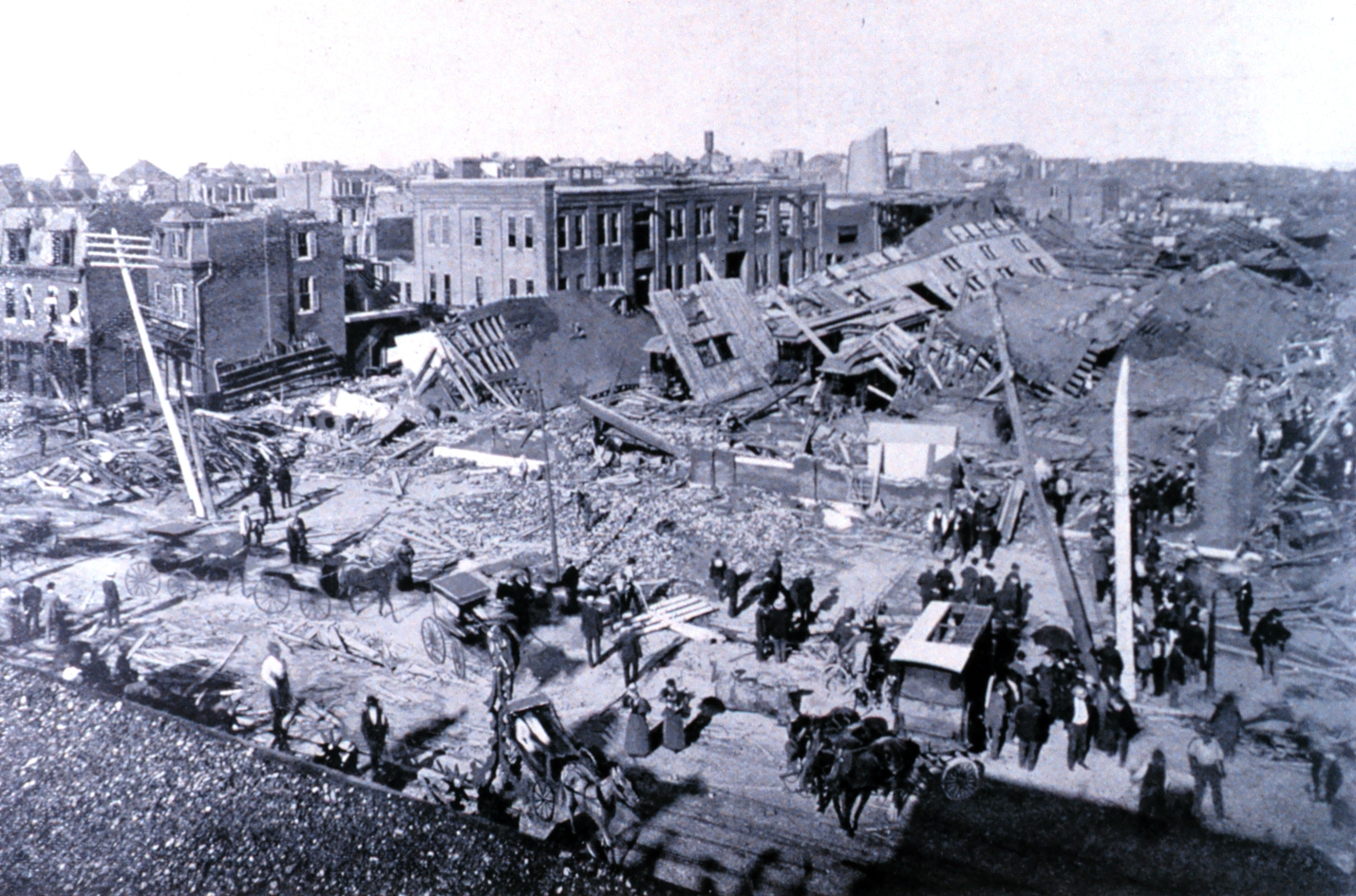
Zerstörungen in der Innenstadt von St. Louis

 Am östlichen Ende der Eads Bridge, die nach dem St.Louis-Tornado von 1871 tornadofest gebaut worden war, wurde ein 2 × 10 Zoll (ca. 5 × 25 cm) großes weißes Kiefernbrett durch eine 5/16 Zoll (ca. 8 mm) dicke Schmiedeeisenplatte getrieben. Die Stahlbrücke wurde zwar nicht wesentlich beschädigt, aber dies bewies eindrucksvoll die Fähigkeit eines Tornados, geschossartige Zerstörungen hervorzurufen.
Der Tornado hatte offenbar seine maximale Intensität erreicht, als er über den Mississippi nach East St. Louis übergriff. Gebäude und Häuser entlang des Flusses wurden vollständig weggefegt und etwa ein Viertel der Gebäude dort wurden zerstört oder beschädigt. Zwar wurde der Gesamtschaden in East St. Louis mit etwa 2 Millionen Dollar niedriger taxiert, jedoch führte die große Intensität der Trombe zu fast genauso vielen Todesopfern wie in St. Louis.
Nach nur etwa 20 Minuten und einem Zerstörungspfad von etwa 10 Meilen Länge löste sich der Wirbel auf.

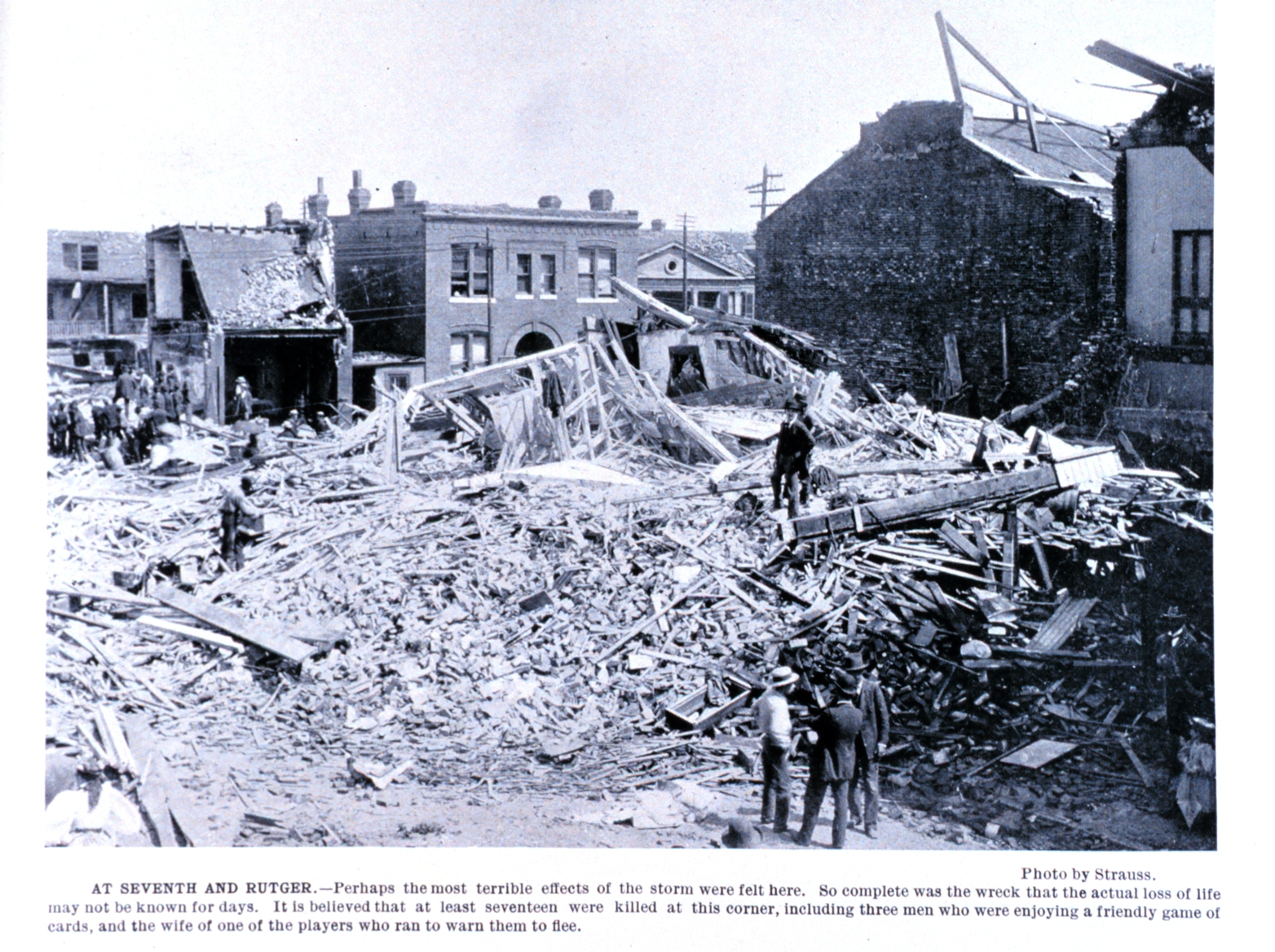
Tornado Schäden an der Kreuzung 7th / Rutger in St. Louis, (Missouri)

Der Wirbelsturm war in mancherlei Hinsicht ein perfekter Sturm. Er ereignete sich zu einer Zeit, als viele Menschen auf dem Heimweg von der Arbeit waren und bahnte sich seinen zerstörerischen Weg durch die Innenstadt einer Metropole, die zu dem damaligen Zeitpunkt schon an die 500.000 Einwohner zählte. Der Sturm riss zahlreiche Stromleitungen nieder, so dass weite Teile der Stadt im Dunkeln lagen. Dadurch wurden mehrere Personen verletzt und eine Reihe von Bränden ausgelöst. Rettungskräfte mussten bei der Suche nach Überlebenden Fackeln verwenden. Zerstörte Telefon- und Telegrafenleitungen behinderten die dringend benötigte Kommunikation mit der Außenwelt. Der Sturm beschädigte auch Straßenbahn- und Eisenbahnlinien, wodurch es für die Menschen schwierig bis unmöglich wurde, in dieser Nacht von der Arbeit nach Hause zu kommen.

## Schadensbilanz
Die Opferzahl des Wirbelsturms wurde offiziell mit 255 Menschenleben ermittelt. Diese setzte sich aus 137 Opfern in St. Louis und 118 in East St. Louis zusammen. Nicht ermittelt werden konnte dagegen die Zahl der Menschen, die auf dem Mississippi in von dem Tornado zerschmetterten Hausbooten, Fähren und Dampfschiffen Opfer des Sturms wurden. Der Tornado von 1896 gilt nach dem Tri-State-Tornado und dem Great Natchez Tornado als der Tornado in der Geschichte der Vereinigten Staaten, der die dritthöchste Zahl von Todesopfern forderte.
Der Sturm verletzte über tausend weitere Menschen und verursachte Schäden in Höhe von mehr als 10 Millionen Dollar, was 2019 inflationsbereinigt in etwa 307 Millionen Dollar entsprochen hätte. Mehr als 5.000 Menschen wurden obdachlos und verloren ihr gesamtes Hab und Gut. Etwa 8.800 Gebäude wurden beschädigt oder komplett zerstört.